# Wintzenheim
Wintzenheim é uma comuna francesa na região administrativa de Grande Leste, no departamento Alto Reno. Estende-se por uma área de 19 km². Em 2010 a comuna tinha 8 046 habitantes (densidade: 423,5 hab./km²).